# Three on a Match
Three on a Match is een pre-Code film uit 1932 onder regie van Mervyn LeRoy.
Toen de film in Nederland gekeurd werd op 8 november 1933, kreeg de film een keuring van "18 jaar en ouder", vanwege "misdadig milieu en buitenechtelijke verhoudingen". Een week later, op 15 november 1933, werd de film alweer uit de bioscopen gehaald omdat deze "weerzinwekkend" zou zijn.

## Verhaal
Mary, Vivian en Ruth waren op de middelbare school de beste vriendinnen, maar na hun diploma volgen ze hun eigen weg. Als ze eenmaal volwassen zijn, hebben ze een reünie met elkaar. Onder het genot van sigaretten vertellen ze wat er in hun leven is gebeurd en discussiëren ze over Vivian, die zeer spoedig zal sterven.
Mary was na haar school werkzaam als artiest en zocht stabiliteit in haar leven door naar een strenge school te gaan. Ruth kreeg een baan als stenograaf en Vivian is een jonggetrouwde moeder die niet tevreden is met haar leven. Hierdoor gaat haar persoonlijkheid achteruit en begint ze om te gaan met foute mensen, waardoor haar zoon in gevaar wordt gebracht. Daarnaast heeft ze een verslaving aan cocaïne.
Harve, Dick en Ace zijn drie sadistische criminelen die Vivians leven ruïneren. Ze ontvoeren uiteindelijk haar en haar zoon om losgeld te kunnen eisen. Vivian weet dat ze nooit bevrijd zal worden en offert zichzelf op om het leven van haar zoon te redden, door met lippenstift om hulp te vragen en zelf naar haar dood te springen.

## Rolverdeling
}
| Acteur          | Personage       |  |
| --------------- | --------------- |  |
| Joan Blondell   | Mary Keaton     |  |
| Ann Dvorak      | Vivian Kirkwood |  |
| Bette Davis     | Ruth Wescott    |  |
| Warren William  | Robert Kirkwood |  |
| Humphrey Bogart | Harve           |  |
| Allen Jenkins   | Dick            |  |
| Edward Arnold   | Ace             |  |